# Wie schön leuchtet der Morgenstern (Buxtehude)
Con Wie schön leuchtet der Morgenstern (in tedesco, "Com'è splendente la stella del mattino") BuxWV 223 ci si riferisce a una fantasia su corale di Dietrich Buxtehude.

## Struttura
La fantasia Wie schön leuchtet der Morgenstern è basata su l'omonimo inno luterano, uno dei più famosi del periodo dell'epifania. Il soggetto è rappresentato dalla stella che guidò i Re Magi fino a Betlemme.
Partendo dal cantus firmus dell'inno, Buxtehude compose una fantasia in più sezioni, particolarmente lunga, caratterizzata dall'impiego di mezzi diversi, come l'utilizzo di figure retoriche e l'uso abbondante di ripetizioni ed effetti d'eco. La prima sezione (battute 1-29) inizia con la melodia dell'inno enunciata dal basso, con un successivo spostamento al soprano (battute 30-57). Segue una sezione in stylus phantasticus (battute 58-72), con rapide successioni di biscrome e terzine.
Dopo un brevissimo largo riccamente decorato (battute 73-75), la composizione prosegue con una giga in 6/8 (battute 76-134), seguita da un episodio in stile fugato (battute 135-168). L'opera si conclude (battute 169-196) con esposizioni di materiale tematico nuovo, in forma di fantasia. Nelle ultime quattro battute lo spartito prevede l'uso della pedaliera, ma la parte del pedale può anche essere eseguita dalla mano sinistra.